# 明德记
《明德记》（明徳記）是日本古代的一部军记物语。共3卷，作者不详，可能是足利义满的近侍，成书于明德3-4年（1394-1395年）。内容叙述明德之乱始末。